# ジオ・アプロン
ジオ・アプロン（Gio Aplon、1982年10月6日 - ）は、南アフリカ・ハシュトン出身のラグビーユニオン選手。

## プロフィール
- ポジションはウィング(WTB)、フルバック(FB)。
- 身長 175cm、体重 78kg
- 南アフリカ代表キャップは17（2020年5月現在）でラグビーワールドカップ2011の南アフリカ代表に選ばれた[1]。
- バーバリアンズに選ばれたことがある[2]。

## 略歴
ウェスタン・プロヴィンス、ストーマーズ、FCグルノーブルを経て、2017年、トヨタ自動車ヴェルブリッツに加入。同年8月26日に行われたトップリーグ第2節の近鉄ライナーズ戦で途中出場で日本での公式戦初出場を果たす。
2020年、トヨタ自動車ヴェルブリッツを退団後、ブルズに加入。

## 受賞歴
- 2018-19トップリーグベスト15